# Global Village Telecom
Global Village Telecom, conhecida mais pela sigla GVT, foi uma operadora de telecomunicações brasileira encerrada no dia 15 de abril de 2016.  Em 30 de setembro de 1999, obteve licença junto à Agência Nacional de Telecomunicações (Anatel). Amos Genish é um executivo israelense que veio para o Brasil criar a GVT com o apoio de fundos de investimentos internacionais, e que em 2009 vendeu a GVT para a francesa Vivendi.
Em 25 de março de 2015 foi aprovada a compra da empresa pela espanhola Telefónica por US$ 9,3 bi.

## História
Em 27 de agosto de 1999, foi realizado o leilão da empresa-espelho da Tele Centro-Sul (Região II). Iniciativa do governo para aumentar a concorrência no setor de telefonia. Diante das dificuldades enfrentadas, o leilão sofreu adiamentos e, por fim foi vencido pelo consórcio Global Village Telecom, pelo valor de R$ 100 mil, liderado pelos empresários israelenses Amos Genish e Shaul Shani.
O consórcio era formado pela holandesa Global Village Telecom (78%) e as norte-americanas ComTech Communications Technologies (20%) e RSL (2%). 
A Global Village Telecom atuava em telefonia local e de longa distância no Peru e serviços de telecomunicações no Chile, com foco em telefonia rural, WLL e serviços de satélite. Em 1999, era constituída, de 55% de capital europeu, por meio do Magnum Group; 25% de capital israelense, do Discount Investment e PEC (IDB Group) (10%), Clal Information Technologies (10%) e Gilat Satellite Networks (5%); e 20% de capital norte-americano, por meio do banco de investimento Merrill Lynch Group. 
A GVT iniciou suas operações em 26 de novembro de 2000, oferecendo telefonia fixa local e de longa distância nas modalidades residencial e empresarial e Banda Larga.
Entre 1999 e 2002, realizou investimentos de R$ 2,8 bilhões e implantou sua rede em 53 cidades e buscou clientes nas pequenas e média empresas.
Em fevereiro de 2007, realizou uma oferta pública inicial (IPO) na Bolsa de Valores de São Paulo, levantando R$ 936 milhões.
Em novembro de 2009, 57,5% das ações da empresa foram compradas pelo grupo de mídia francês Vivendi SA por R$ 7,7 bilhões. Em 2010, o controle foi ampliado para 93,58%, levando posteriormente ao fechamento do capital da companhia.
Foi eleita pelo Great Place to Work Institute (GPTW) como uma das cem melhores empresas para se trabalhar no Brasil.
Em 2013, contava com  8,7 milhões de linhas em serviço, entre telefonia fixa e banda larga, e 406 mil usuários de TV.
Em 30 de agosto de 2014, a Vivendi anuncia a venda da GVT para Telefónica por R$ 21,9 bilhões. Em troca a Vivendi consegue 5,7% da italiana Telecom Italia, da qual a Telefónica era principal acionista, conforme determinações do CADE e Anatel, pelo risco à diminuição da concorrência.  Comprada pela Vivo no ano de 2015 a marca GVT deixou de existir em abril do ano seguinte. Em uma entrevista para a revista Exame, o fundador da empresa Amos Genish confirmou a informação. "Desde que cheguei, deixei claro que não sou mais da GVT. Houve até uma discussão sobre marcas nesse novo plano — algumas pessoas queriam contratar consultorias para avaliar se valia a pena manter algo da GVT. Eu falei que não precisa, não existe mais GVT, vamos usar só Vivo", declarou Genish.
O executivo contou que o plano inicial seria deixar a marca existir por três anos até que ela fosse absorvida pela Vivo. Porém, essa iniciativa tinha o risco de manter a ideia de duas empresas, como disse Genish. "Como eu construí esse nome, também tenho o direito de matar a marca", afirmou. Genish montou uma "operação de guerra" com a participação de mais de 1 000 funcionários nos últimos dois meses para a criação de um novo modelo de negócios. O objetivo? Aumentar a margem de lucro em 6% no curto prazo, passando de 29% para 35%.  "A GVT já tem rentabilidade maior, de 40%, então só o fato de juntar as duas operações já eleva a média para 31%", contou.
Além do lado dos negócios, Genish tem planos ambiciosos para melhorar a qualidade da Internet no Brasil. "Tenho falado aqui na Vivo que precisamos buscar referências internacionais de qualidade. (...) Queremos que os brasileiros tenham o mesmo que os clientes alemães, ingleses ou coreanos. É possível fazer isso em três anos", declarou o fundador da GVT."
Para enfrentar a queda na popularidade das chamadas telefônicas convencionais, a Vivo vai investir em aplicativos, que, hoje, geram receita de 1600 milhões de reais. "O WhatsApp, comprado pelo Facebook, está invadindo nosso território, oferecendo voz, e precisamos entrar no território deles. Temos o acesso direto aos clientes, e isso é uma vantagem fantástica. Esse é o futuro."

### Produtos e serviços
A GVT prestou de serviço de telefonia fixa local e de longa distância nas modalidades residencial e empresarial. Sua área de atuação esteve concentrada nos estados das regiões Sul, Sudeste, Nordeste e Centro-Oeste, porém atuou também nos estados do Acre, Rondônia e Tocantins.
Ofereceu também conexão à internet por meio das tecnologias ADSL, ADSL2+, VDSL2 e Fibra Óptica, ou por linha analógica adicional dedicada, bem como, por meio de subsidiárias, é provedora de conteúdo e serviços básicos na Internet (POP) e telefonia VoIP (Vono). Em 2010, em pronunciamento oficial, o presidente da GVT anunciou a inclusão do serviço de TV por assinatura nos pacotes GVT, o que ocorreu no 2º semestre de 2011.
As últimas velocidades da GVT foram comercializadas nas versões de 10 ou 15 Mbps (ambos com 1 Mbps de upload), 25 Mbps (2 Mbps de upload), 35 Mbps (3 Mbps de upload), 50 Mbps (5 Mbps de upload) e 150 Mbps (15 Mbps de upload), em todos os municípios cobertos pela operadora, exceto nas seguintes localidades: Erechim e Montenegro (Rio Grande do Sul); Paranaguá e Piraquara (Paraná); Porto Velho (Rondônia); Palmas, Taguatinga (Tocantins) e Rio Branco (Acre), que ainda utilizam 1 Mbps (500 Kbps de upload), 3 Mbps (750 Kbps de upload), 5 ou 10 ou 20 Mbps (todos com 1 Mbps de upload).
Em outubro de 2010, a GVT anunciou a ampliação da sua rede de fibra óptica para ser capaz de oferecer planos de 200 Mbps para clientes residenciais.

### GVT TV
Esteve presente em 146 cidades de 19 estados e no Distrito Federal, a GVT lançou seus serviços de TV por assinatura via satélite (conhecida pela sigla DTH, de direct to home) e via Internet (IPTV) nas principais capitais e em outras grandes cidades ainda em 2011. O plano havia sido esboçado ainda em 2010. Em maio de 2010, a empresa divulgou que sua meta, muito ambiciosa, é superar a NET em número de assinantes em dois anos.
O cronograma de lançamento estaria planejado em duas etapas. No quarto trimestre de 2011, seriam atendidas Curitiba, Canoas, Belo Horizonte, Rio de Janeiro, Recife, Campinas, Brasília, Porto Alegre, Fortaleza, Salvador, Goiânia, Vitória, Maringá (PR), Florianópolis, Guarulhos (SP) e a região do ABC paulista. Em 2012, numa segunda etapa, o serviço seria estendido às demais cidades onde a operadora já está presente. Essas informações, não oficiais, foram fornecidas por uma fonte que conheceria os planos da operadora, e divulgada na mídia. Oficialmente, a GVT alegou que ainda estudava a lista dos municípios que receberiam os serviços de TV.
A GVT informou que destinaria 12% dos investimentos previstos para 2011 para as operações de TV por assinatura. Ou seja, R$ 220 milhões, de um aporte total estimado de R$ 1,8 bilhão, iriam para esse negócio.

### Cobertura
A empresa encerrou as atividades estando em presente 20 estados, entre eles Acre, Alagoas, Bahia, Ceará, Espírito Santo, Goiás, Minas Gerais, Mato Grosso do Sul, Mato Grosso, Pernambuco, Paraíba, Paraná, Rondônia, Rio Grande do Norte, Rio Grande do Sul, Santa Catarina, Tocantins, São Paulo, Sergipe e Rio de Janeiro, além do Distrito Federal. Seguindo um plano de expansão constante e planejado desde fevereiro de 2007 quando abriu capital na Bolsa de Valores, Mercadorias e Futuros (BM&FBovespa), apresenta o maior crescimento anual médio do setor de telecomunicações em receitas, margens e novos clientes.
Ingressou em Belo Horizonte em 2007 e atuou também em Contagem e Betim (Minas Gerais), Salvador (Bahia) em 2008 e Vitória, Vila Velha e Serra (Espírito Santo) em 2009. A partir de novembro de 2009 passou Recife e Jaboatão dos Guararapes, em abril de 2010 começou a operar em Fortaleza, João Pessoa e Campina Grande, em fevereiro de 2012 começou a operar em Santa Rita e junho de 2012 começou a operar Maceió em agosto de 2012 iniciou suas operações em Rondonópolis e Arujá. Totalizou 134 cidades atendidas.

### Fim da marca GVT e fusão com a Vivo
Em 2015, com a compra da GVT, a Telefónica anunciou que a marca GVT deixaria de existir a partir de 15 de abril de 2016, passando a usar a marca Vivo, tornando-se assim uma única empresa.

### Lista de cidades atendidas
- São Paulo
  - São Paulo, Arujá, Guarulhos, Campinas, Indaiatuba, São Bernardo, Santo André, Osasco, Sorocaba, Santos, Mauá, Piracicaba, Jundiaí, Votorantim, São Vicente, Suzano, Mogi das Cruzes, Bauru, Várzea Paulista, Ribeirão Preto e Araraquara.
- Minas Gerais
  - Belo Horizonte, Betim, Contagem, Governador Valadares, Juiz de Fora, Sete Lagoas, Ipatinga e Coronel Fabriciano
- Rio de Janeiro
  - Rio de Janeiro, Niterói, São Gonçalo, Duque de Caxias, Nova Iguaçu, Campos dos Goytacazes e Nilópolis
- Bahia
  - Salvador, Feira de Santana, Camaçari, Lauro de Freitas, Alagoinhas e Simões Filho
- Rio Grande do Sul
  - Porto Alegre, Caxias do Sul, Pelotas, Canoas, Santa Maria, Gravataí, Viamão, Novo Hamburgo, São Leopoldo, Rio Grande, Alvorada, Passo Fundo, Sapucaia do Sul, Cachoeirinha, Santa Maria ,Santa Cruz do Sul, Bento Gonçalves, Erechim, Guaíba, Esteio, Sapiranga, Campo Bom, Montenegro, Farroupilha e Estância Velha
- Paraná
  - Curitiba, Londrina, Maringá, Foz do Iguaçu, Ponta Grossa, Cascavel, São José dos Pinhais, Colombo, Guarapuava, Paranaguá, Apucarana, Pinhais, Araucária, Toledo, Campo Largo, Arapongas, Almirante Tamandaré, Umuarama, Cambé, Piraquara, Campo Mourão, Sarandi, Fazenda Rio Grande, Paranavaí, Francisco Beltrão, Pato Branco, Cianorte, Rolândia, Paiçandu, Marialva, Quatro Barras e Campina Grande do Sul.
- Pernambuco
  - Recife, Jaboatão dos Guararapes, Olinda, Paulista, Camaragibe, Caruaru, Gravatá e Vitória De Santo Antão.
- Ceará
  - Fortaleza, Caucaia e Maracanaú
- Santa Catarina
  - Joinville, Florianópolis, Blumenau, São José, Criciúma, Itajaí, Jaraguá do Sul, Palhoça, Balneário Camboriú, Brusque, Camboriú, Tubarão, Içara, Lages e Biguaçu
- Goiás
  - Goiânia, Aparecida de Goiânia, Rio Verde, Anápolis, Luziânia, Valparaíso, Trindade, Senador Canedo e Cidade Ocidental
- Paraíba
  - João Pessoa, Campina Grande e Santa Rita
- Espírito Santo
  - Vila Velha, Serra, Cariacica, Vitória, Linhares e Colatina, Cachoeiro do Itapemirm, Guarapari e Sooretama
- Mato Grosso
  - Cuiabá, Várzea Grande e Rondonópolis
- Distrito Federal
  - Brasília, Taguatinga, Samambaia, Planaltina, Sobradinho, Cruzeiro, Paranoá, Brazlândia, Riacho Fundo, Riacho Fundo II, Recanto das Emas, Santa Maria, Gama, Ceilândia, São Sebastião e Águas Claras
- Mato Grosso do Sul
  - Campo Grande, Dourados
- Rondônia
  - Porto Velho
- Tocantins
  - Palmas e Taguatinga
- Acre
  - Rio Branco
- Sergipe
  - Aracaju
- Alagoas
  - Maceió
- Rio Grande do Norte
  - Natal

## Processo por má qualidade
Em dezembro de 2015, a associação Proteste entrou com ação civil pública na Justiça Federal contra a Claro TV, NET, Vivo, GVT, Oi e TIM devido ao serviço de má qualidade oferecido por essas empresas na internet banda larga. A associação também pedia por transparência e descontos nas faturas dos clientes lesados. Em nota, a Proteste completou dizendo que "as empresas não cumprem nem 60% das metas fixadas pela Agência Nacional de Telecomunicações (Anatel) quanto à velocidade contratada e a efetivamente oferecida (...) Milhões de consumidores vêm sendo lesados há anos, ao pagar por um serviço em desacordo com as regras e que não oferece a qualidade esperado". Também chamou o serviço de banda larga no Brasil de "ineficiente" e "incapaz de garantir o desenvolvimento dos níveis de qualidade de prestação do serviço".